# Hōjō Ujinori
Hōjō Ujinori est un nom japonais traditionnel ; le nom de famille (ou le nom d'école), Hōjō, précède donc le prénom (ou le nom d'artiste).
Hōjō Ujinori (北条 氏規, 1545-22 mars 1600) est un samouraï de l'époque Sengoku au Japon et le quatrième fils de Hōjō Ujiyasu.

## Biographie
Quatrième fils de Hōjō Ujiyasu, un puissant daimyō dans la région de Sagami au Kanto, sa mère est Zuikeii-in, sœur d'Imagawa Yoshimoto.
Très jeune, il est envoyé en otage chez les Imagawa où il rencontre Tokugawa Ieyasu, qui deviendra le troisième  unificateur du Japon.
Quand il revient au sein de sa famille en 1569, il devient responsable du château de Nirayama. Il épouse d'abord la fille de Asahina Yasuyo, officier des Imagawa et puis sa cousine, la fille de Hōjō Tsunashige ; ils ont plusieurs enfants dont Hojo Ujimori, adopté par son cousin Hōjō Ujinao.
En 1590, Toyotomi Hideyoshi a presque le contrôle total du pays, les seuls opposants restants étant les Hojo. Malgré les vains efforts de Ujinori pour convaincre son frère Ujimasa et son neveu Ujinao de plier le genou, et des négociations entre les Toyotomi et les Hojo, Hideyoshi et ses hommes assiègent le château d'Odawara. Avant cela, le château de Nirayama fut assiégé par les troupes d'Oda Nobukatsu. Tokugawa Ieyasu convainc Ujinori de se rendre. Les frères de Ujinori se suicidèrent, et Ujinori suit son neveu au mont Kōya. En 1594, Hideyoshi pardonne Ujinori et lui offre des terres à Kawachi. Il meurt en 1600. Son fils, Ujimori, hérite de ses terres.

## Famille
- Père : Hōjō Ujiyasu, fils de Hōjō Ujitsuna
- Mère : Zuikeii-in, sœur d'Imagawa Yoshimoto
- Frères :
  - Hōjō Ujimasa
  - Hōjō Ujiteru
  - Hōjō Ujikuni
  - Hōjō Ujitada
  - Uesugi Kagetora
  - Hōjō Ujimitsu
- Sœurs :
  - Dame Hayakawa, épouse Imagawa Ujizane
  - Dame Hojo (Shizuka ou Keirin-in), épouse Takeda Katsuyori
  - Nanamagari-dono, épouse Ujishige Hojo

- Femmes :
  - fille d'Asahina Yasuyo
  - fille de Hōjō Tsunashige

- Enfants :
  - Hojo Ujimori, adopté par Hōjō Ujinao
  - l'épouse de Naosada Hojo (fils adoptif d'Ujikuni Hojo)
  - autres…

## Source de la traduction
- (en) Cet article est partiellement ou en totalité issu de l’article de Wikipédia en anglais intitulé « Hōjō Ujinori » (voir la liste des auteurs).